# Rosangélica Piscitelli
Rosangélica Piscitelli Ferreri (sinh ngày 3 tháng 9 năm 1993) là một nữ diễn viên, người mẫu và người đẹp Venezuela. Cô là Á hậu 4 trong cuộc thi Hoa hậu Venezuela 2016. Cô tham gia cuộc thi này với tư cách Hoa hậu diện cho bang Miranda.

## Đầu đời
Rosangélica Piscitelli sinh ngày 3 tháng 9 năm 1993 tại Los Teques, Venezuela, nhưng cô lớn lên ở thành phố Caracas và chuyển đến đây từ khi còn rất nhỏ. Cô có tổ tiên người Ý. Rosangélica từ nhỏ đã quan tâm đến nghệ thuật, tuyên bố với cha mẹ cô rằng cô muốn trở thành một nghệ sĩ.

### Hoa hậu Miranda 2016
Rosangélica tham gia vào lần tổ chức đầu tiên của cuộc thi sắc đẹp khu vực Hoa hậu Miranda 2016 đại diện cho thành phố Guaicaipuro. Trong cuộc thi này, cô được trao những danh hiệu đặc biệt như "Hoa hậu Fotogénica" và "Hoa hậu Internet". Vào đêm chung kết của cuộc thi được tổ chức vào ngày 5 tháng 5 tại Eurobuilding Hotel & Suites, Caracas; cô được xếp vào số 3 người vào chung kết, cho phép cô có được quyền tham gia tranh tài trực tiếp nhằm lấy danh hiệu Hoa hậu Venezuela 2016.
Cuối cùng, nhờ bài thuyết trình chính thức cho báo chí trong vai trò ứng cử viên cho Hoa hậu Venezuela 2016, cô trở thành người chiến thắng danh hiệu Hoa hậu Miranda, có quyền đại diện cho Bang Miranda trong cuộc thi Hoa hậu Venezuela 2016.